# 内山奈月
内山 奈月（うちやま なつき、1995年〈平成7年〉9月25日 - ）は、博報堂のコピーライター。第二クリエイティブ局を経てハッピーアワーズ博報堂勤務。元タレント、女性アイドルグループ・AKB48の元メンバー。かつては、「憲法アイドル」として有名であった。

## 経歴

### タレント時代
神奈川県出身。2012年5月13日に行われた「AKB48 第14期研究生オーディション」で合格し、同年8月24日の東京ドーム公演で正規メンバーへの昇格が発表された。2013年8月に新しく結成されたチーム4に昇格、同年11月3日にAKB48劇場にて峯岸チーム4「手をつなぎながら」初日公演を迎え、新体制としての活動を開始。
2014年2月のAKB48グループシャッフルによってチームBに異動となった。
2014年のAKB48選抜総選挙で初めて63位に選出され、2015年は39位に選出された。
日本国憲法全文の暗唱を特技としており、2013年6月に日本武道館で開催されたAKB48グループ研究生コンサートにおいて、複数ある特技の候補の中から峯岸みなみに勧められて憲法暗唱を披露。この反響が大きく、後に秋元康がビジネスマン向け月刊誌「THE21」（PHP研究所）の2013年8月号のインタビューにて、内山の名前を挙げて紹介している。
2014年4月に、慶應義塾大学経済学部に入学した後、同年7月16日には九州大学法学部教授である南野森と共著した「憲法主義 条文には書かれていない本質」（PHP研究所）を出版した。大学では武山政直に師事。
2015年11月1日に、AKB48からの卒業を発表し、2016年1月31日に卒業公演が行われた。2月21日に活動終了した後は、大学に通いつつテレビ朝日アスクの学生キャスターとなり、AbemaTVなどに出演していた。
2017年10月16日にホリプロに所属し、「政治タレント」として活動することを発表したが、2018年3月、大学を卒業し博報堂に就職して芸能界を引退した。

### 就職後
2018年、「新聞広告クリエーティブコンテスト」で作品が最終審査に残る。
2019年朝日広告賞一般公募の部で課題広告「トンボ鉛筆の商品宣伝」にてコピーライターとして準朝日広告賞を受賞（デザイナーは同社の島田彩）。
2020年、宣伝会議「ブレーン」の第7回オンライン動画コンテストで、太陽企画の福田眞心と組んで制作した楽天の「走馬灯オーディション」がグランプリを受賞。10月、社内コンペ「TwitterAward4HAKUHODO」グランプリ受賞。
2021年5月22日、横浜・ぴあアリーナMMで行われた『峯岸みなみ卒業コンサート〜桜の咲かない春はない〜』に出演。峯岸チーム4のOGとして「清純フィロソフィー」「LOVE修行」を歌唱した。

## AKB48在籍時の参加楽曲

### シングル選抜楽曲
- 「UZA」に収録
  - 大人への道 - 「研究生」名義
- 「永遠プレッシャー」に収録
  - 私たちのReason
- 「So long !」に収録
  - 強い花 - 「研究生」名義
- 「さよならクロール」に収録
  - LOVE修行 - 「研究生」名義
- 「ハート・エレキ」に収録
  - 清純フィロソフィー - 「Team 4」名義
- 「前しか向かねえ」に収録
  - 恋とか…
- 「ラブラドール・レトリバー」に収録
  - Bガーデン - 「Team B」名義
- 「心のプラカード」に収録
  - 性格が悪い女の子 - 「フューチャーガールズ」名義
- 「希望的リフレイン」に収録
  - Ambulance - 「ゆり組」名義
  - ロンリネスクラブ - 「Team B」名義
- 「Green Flash」に収録
  - ヤンキーロック
  - 初恋のおしべ - 「てんとうむChu! & かぶとむChu!」名義
- 「ハロウィン・ナイト」に収録
  - 水の中の伝導率 - 「ネクストガールズ」名義
  - ヤンキーマシンガン
- 「唇にBe My Baby」に収録
  - 金の羽根を持つ人よ - 「Team B」名義

### アルバム選抜楽曲
『次の足跡』に収録
- チーム坂 - 「Team 4」名義

『ここがロドスだ、ここで跳べ!』に収録
- 僕たちのイデオロギー
- To goで - 「倉持Team B」名義

『0と1の間』に収録
- ミュージックジャンキー - 「Team B」名義

### 劇場公演ユニット曲
研究生「僕の太陽」公演
- ヒグラシノコイ

研究生「パジャマドライブ」公演
- てもでもの涙

峯岸チーム4「手をつなぎながら」公演
- チョコの行方

倉持チームB「パジャマドライブ」公演
- 天使のしっぽ
- パジャマドライブ
- てもでもの涙
- 鏡の中のジャンヌ・ダルク

田原総一朗「ド〜なる?!ド〜する?!AKB48」公演
- 1994年の雷鳴（チームサプライズ 重力シンパシー公演）
- 思い出のほとんど

木﨑チームB「ただいま 恋愛中」公演
- 帰郷

## 出演

### テレビドラマ
- マジすか学園4（2015年1月20日 - 3月31日、日本テレビ） - ケンポウ 役
- マジすか学園5（2015年8月25日 - 10月27日[注 3]、日本テレビ・Hulu） - ケンポウ 役

### インターネットテレビ
- 原宿アベニュー（2018年1月20日 - 3月24日[23]、AbemaTV） - 議員GOプレイヤー

### 広告モデル
- 有限会社きゆうぺる 「Armell Kicky (アルメル キキ)」 公式オンラインストア着用モデル（2015年3月30日 - ）[24]

## 著書など
- 内山奈月・南野森『憲法主義 条文には書かれていない本質』（2014年7月15日、PHP研究所）ISBN 978-4-5698-1913-6
  - （2015年11月2日、PHP文庫） ISBN 978-4-5697-6480-1
- 上記の書籍関連インタビュー（2014年）
  - 朝日新聞「AKB的人生論 恋愛禁止は憲法違反？」（7月18日）
  - しんぶん赤旗日曜版「AKBの憲法キャラ 憲法は国民の味方 学者と共著 入門書が話題」（9月28日）
  - 北海道新聞「（訪問）内山奈月さん 「知ろう」という意志伝えたい」（8月24日）
  - cakes「もしもアイドルが日本国憲法を本気で学んだら？ 『憲法主義』内山奈月インタビュー」